# Pałac Łuszczewskich w Lesznie
Pałac Łuszczewskich – późnobarokowy pałac położony w Lesznie, w powiecie warszawskim zachodnim w województwie mazowieckim, wzniesiony w 1. połowie XVIII wieku dla Łuszczewskich h. Pierzchała.

## Pałac w ręku Szymanowskich
Po rodzinie Łuszczewskich dobra Leszno przeszły do rodziny Szymanowskich h. Jezierza która posiadała je od 1736 r. do 1827 r. Kolejnym właścicielem pałacu był Maciej Szymanowski, starosta wyszogrodzki, kasztelan rawski, żonaty z Anną Łuszczewską, córką Walentego, podkomorzego sochaczewskiego. Po nim zespół pałacowy dziedziczył jego syn Jan, poseł na Sejm Wielki, a następnie bratanek Jana – Michał, brat gen. Józefa Szymanowskiego. W pałacu przemieszkiwał Józef Szymanowski – syn Macieja, prawnik, literat, polityk.

## Architektura
Na elewacji pałacu znajdują się neorokokowe ozdoby z drugiej połowy XIX wieku. Późnobarokowa rezydencja zbudowana została na planie litery L z prawym skrzydłem wysuniętym w stronę bramy wjazdowej. Kryty czterospadowym dachem pałac otoczony jest pochodzącym z XVIII w. parkiem ze stawem, przekształconym w XIX w. w park krajobrazowy.
Taras nad głównym wejściem wspiera się na czterech kwadratowych podporach. Od frontu, w osi głównego budynku znajduje się trójosiowy ryzalit zwieńczony trójkątnym tympanonem z kartuszem herbowym. Od strony ogrodu znajduje się taras i nieduży balkon.